# جوشوا لوغان
جوشوا لوغان (بالإنجليزية: Joshua Logan)‏ (و. 1908 – 1988 م) هو مخرج أفلام، وكاتب مسرحي، وكاتب سيناريو، ومخرج مسرحي أمريكي، ولد في تيكساركانا، تكساس، توفي في نيويورك، عن عمر يناهز 80 عاماً.

## التعليم
تعلم في جامعة برنستون.

## جوائز وترشيحات
حصل على جوائز منها:
جوائز
- جائزة بوليتزر عن فئة الدراما
- Tony Award for Best Director [الإنجليزية]‏ (1948)
- Tony Award for Best Director [الإنجليزية]‏ (1950)
- Tony Award for Best Director [الإنجليزية]‏ (1953)
- جائزة توني عن فئة أفضل كاتب [الإنجليزية]‏ (1948)

ترشيحات
- جائزة الأوسكار لأفضل فيلم، عن عمل: فاني
- جائزة الأوسكار لأفضل مخرج، عن عمل: سايونارا
- جائزة الأوسكار لأفضل مخرج، عن عمل: نزهة
- جائزة توني عن فئة أفضل إخراج لمسرحية موسيقية [الإنجليزية]‏ (1962)

ترشح لـ:
- جائزة توني عن فئة أفضل إخراج لمسرحية موسيقية [الإنجليزية]‏ (1962)
- جائزة الأوسكار لأفضل فيلم، عن عمل: فاني
- جائزة الأوسكار لأفضل مخرج، عن عمل: سايونارا
- جائزة الأوسكار لأفضل مخرج، عن عمل: نزهة.

## وصلات خارجية
- جوشوا لوغان على موقع IMDb (الإنجليزية)
- جوشوا لوغان على موقع الموسوعة البريطانية (الإنجليزية)
- جوشوا لوغان على موقع مونزينجر (الألمانية)
- جوشوا لوغان على موقع ألو سيني (الفرنسية)
- جوشوا لوغان على موقع ميوزك برينز (الإنجليزية)
- جوشوا لوغان على موقع تيرنر كلاسيك موفيز (الإنجليزية)
- جوشوا لوغان على موقع أول موفي (الإنجليزية)
- جوشوا لوغان على موقع قاعدة بيانات برودواي على الإنترنت (الإنجليزية)
- جوشوا لوغان على موقع قاعدة بيانات برودواي على الإنترنت (الإنجليزية)
- جوشوا لوغان على موقع قاعدة بيانات الأفلام السويدية (السويدية)